# Parque nacional Bindarri
El Parque Nacional Bindarri es un parque nacional en Nueva Gales del Sur (Australia), ubicado a 431 km al noreste de Sídney. Protege áreas escarpadas entre la meseta de Dorrigo y la costa de Coffs y se conecta con otros parques, bosques de estado y terrenos privados para formar un importante zona que conecta las montañas al mar.
El parque es atravesado por el río Urumbilum el cual forma espectaculares cascadas en un paisaje remoto y de complejo perfil. También hay pequeños bosques esparcidos entre las planicies. Zonas de bosque lluvioso protegen las pendientes escalonadas.
El parque no ofrece facilidades para los visitantes, quienes deben aportar todo lo necesario para su visita. Se permite acampar dentro del parque y se pueden explorar los bosques remotos del parque.
Al parque se accede desde Puerto Coffs viajando hacia el oeste por la ruta de Corfes, siguiendo una vía no pavimentada.

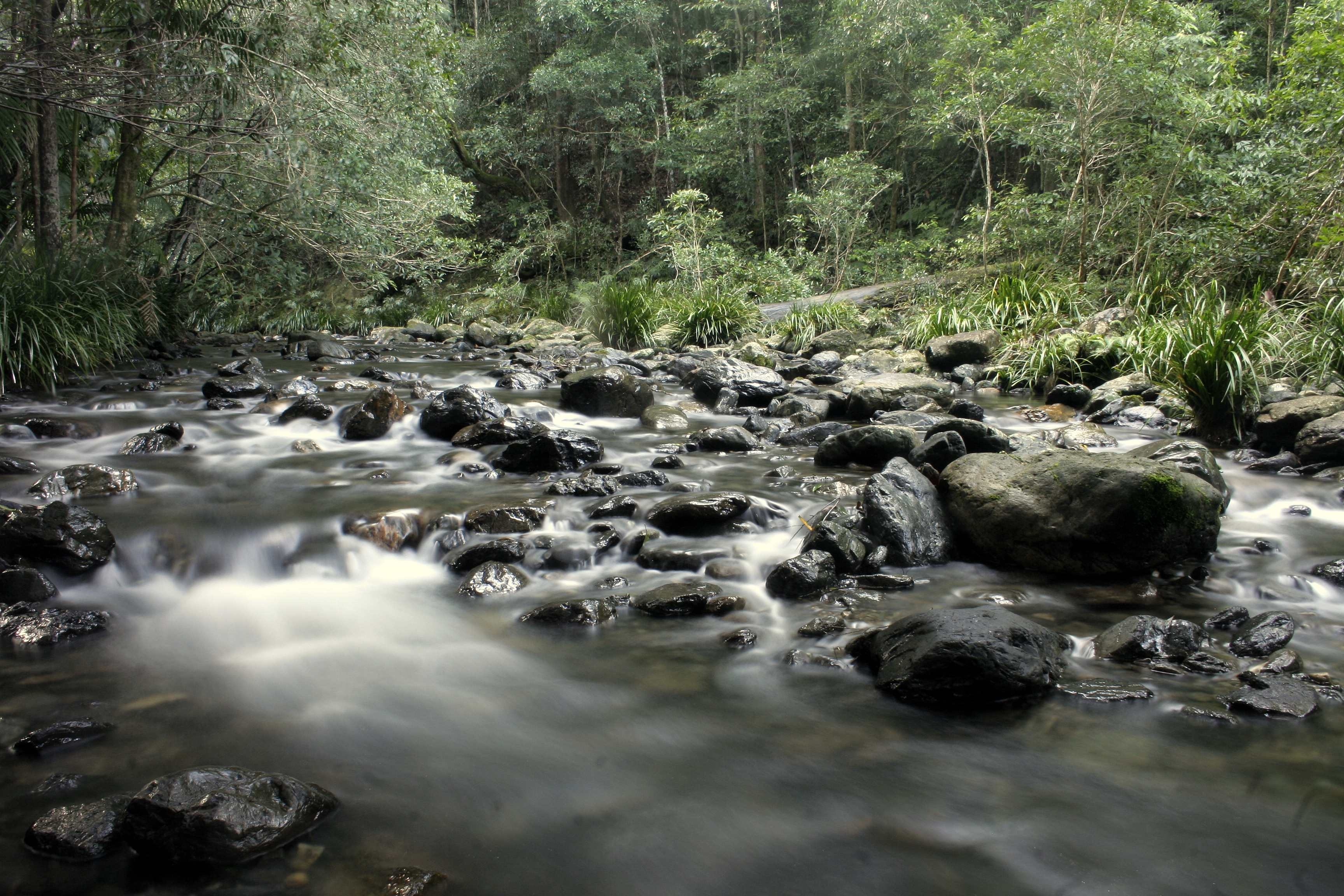